# Blanca Lacambra
Blanca Lacambra Sáiz (* 28. August 1965 in Donostia / San Sebastián) ist eine ehemalige spanische Leichtathletin, die sich auf den Sprint spezialisiert hat. Ihren größten Erfolg feierte sie mit dem Gewinn der Silbermedaille über 200 Meter bei den Halleneuropameisterschaften 1987 in Liévin.

## Sportliche Laufbahn
Erste internationale Erfahrungen sammelte Blanca Lacambra vermutlich im Jahr 1983, als sie bei den Ibero-Amerikanischen Meisterschaften in Barcelona in 25,54 s den fünften Platz im 200-Meter-Lauf belegte und mit der spanischen 4-mal-400-Meter-Staffel in 3:41,30 min die Silbermedaille hinter dem kubanischen Team gewann. 1985 schied sie bei den Halleneuropameisterschaften in Piräus mit 54,34 s in der ersten Runde im 400-Meter-Lauf aus und im Jahr darauf schied sie bei den Halleneuropameisterschaften in Madrid mit 24,14 s im Halbfinale über 200 Meter aus. Im August kam sie dann bei den Freiluft-Europameisterschaften in Stuttgart mit 54,51 s nicht über den Vorlauf über 400 Meter hinaus und belegte mit der Staffel in 3:32,51 min den sechsten Platz. Anschließend gewann sie bei den Ibero-Amerikanischen Meisterschaften in Havanna in 11,80 s die Silbermedaille im 100-Meter-Lauf hinter der Mexikanerin Alma Vázquez und sicherte sich im Staffelbewerb in 3:36,82 min die Silbermedaille hinter dem kubanischen Team. 1987 gewann sie bei den Halleneuropameisterschaften in Liévin in 23,19 s die Silbermedaille über 200 Meter hinter der Deutschen Kirsten Emmelmann und schied anschließend bei den Hallenweltmeisterschaften in Indianapolis mit 24,44 s im Halbfinale aus. Im Sommer schied sie bei den Freiluft-Weltmeisterschaften in Rom mit 54,72 s im Semifinale über 400 Meter aus und verpasste mit der Staffel mit 3:32,01 min den Finaleinzug. Im Jahr darauf schied sie bei den Halleneuropameisterschaften in Budapest mit 23,79 s im Halbfinale über 200 Meter aus und im Juli siegte sie in 23,04 s bei den Ibero-Amerikanischen Meisterschaften in Mexiko-Stadt. Zudem gewann sie dort in 52,16 s die Bronzemedaille über 400 Meter hinter der Kubanerin Ana Fidelia Quirot und Maria Magnólia Figueiredo aus Brasilien und sicherte sich mit der Staffel in 3:32,54 min die Silbermedaille hinter dem brasilianischen Team. Daraufhin nahm sie über 400 Meter an den Olympischen Sommerspielen in Seoul teil und schied dort mit 53,76 s im Viertelfinale aus.
1989 gelangte sie beim IAAF World Cup in Barcelona mit 24,44 s auf den neunten Platz über 200 Meter und im Jahr darauf kam sie bei den Halleneuropameisterschaften in Glasgow mit 24,60 s nicht über den Vorlauf hinaus. Im August kam sie bei den Freiluft-Europameisterschaften in Split mit 54,61 s nicht über die Vorrunde über 400 Meter hinaus und verpasste mit der 4-mal-100-Meter-Staffel mit 3:31,76 min den Finaleinzug. Daraufhin verzichtete sie bei den Ibero-Amerikanischen Meisterschaften in Manaus auf ein Antreten im Finale über 200 Meter und gewann mit der 4-mal-100- sowie mit der 4-mal-400-Meter-Staffel jeweils die Silbermedaille. 1991 belegte sie bei den Weltmeisterschaften in Tokio in 3:27,57 min den siebten Platz mit der 4-mal-400-Meter-Staffel und im Jahr darauf gewann sie bei den Ibero-Amerikanischen Meisterschaften in Sevilla in 3:34,22 min die Silbermedaille hinter dem kubanischen Team. 1993 verpasste sie bei den Weltmeisterschaften in Stuttgart mit 3:38,61 min den Finaleinzug und beendete daraufhin ihre aktive sportliche Karriere im Alter von 28 Jahren.

## Persönliche Bestzeiten
- 100 Meter: 11,61 s (+1,3 m/s), 15. August 1987 in Barcelona
- 200 Meter: 23,04 s (0,0 m/s), 23. Juli 1988 in Mexiko-Stadt
  - 200 Meter (Halle): 23,19 s, 22. Februar 1987 in Liévin
- 400 Meter: 51,53 s, 20. Juni 1986 in Madrid
  - 400 Meter (Halle): 54,34 s, 2. März 1985 in Piräus